# 間 (余白部分)

松林図屏風の左部分。 長谷川等伯

間  （ま、Ma）は、 "gap"、 "space"、 "pause"、を表す、ある2つの構造部分のあいだのスペースの意味で大まかに設けられるまたは語られる、日本の言葉。  　空間的概念では、空間的間隔を通して次第に経験により認知していく。日本語では、スペースという意味の単語である「間」（ma）が、間隔を示唆している。それは囲まれた三次元の実体という意味でもなく場所の意識として説明されるものでもなく、むしろ視覚の強化から派生する形態と非形態の同時認識である。
「間」は、構成要素によって作り出されるものではなく、むしろこれらの要素を経験する人間の想像力の中で認知される。 したがって、「間」は間隔を重視して理解される経験的な場所として定義できる。 
また「まだ実現されていない約束のような、可能性に満ちた空虚さ」、そして「音楽を作る音の“間“の沈黙」  （cf。 Isaac Sternのコメント（下）。）

他の実例は、以下の古い詩（老子道徳経第11章）に現れている 。

三十輻共一轂、當其無、有車之用。
埏埴以為器、當其無、有器之用。
鑿戶牖以為室、當其無、有室之用。

故有之以為利、無之以為用。
（日本語訳）
30本の輻（スポーク）は1つの轂（こしき、ハブ）を共有しているが、中に空間があるので、車輪は用を為す。
粘土から器を作るが、中に空間があるので、器は用を為す。
戸や窓を開けて部屋を作るが、中に空間があるので、部屋は用を為す。
故に、形のある物が価値を持つのは、形のない物が用を為すからである。

## 言葉
日本語から英語への借用のうち、間は「ま」（Ma：余白スペース）と「けん」（Ken：アーキテクチャの単位）の両方は、同じ文字「間」で綴られる。
この日本語文字は「漢字」では、「ドア」を意味する門（もん）と、「太陽」を意味する日 （ひ）をグラフィカルに組み合わせたものである。 初期の異体字 閒は「太陽」ではなく月 （moon）「月」の文字で書かれており、「月の月光が覗く門の隙間を通る門戸」を表している。 
「間」の文字は多様な事項を表し、日本語発音「音読み」、中国語読み（文字は「間」又は「间」：room; between; gap; intervalの意味）で「かん」と読むと「間隔、空間、間（あいだ）、うち、不和、良好な機会」など。そして「けん」と読むと単位「6フィート」や「間」の意味になる。そして純日本語発音「訓読み」で「間隔、~の間、媒体と交雑」を意味する「あいだ」又は「あわい」とよむと「空間、間隔やギャップの意味の『間』、うち、途中、中途、距離、あき時間、期間、関係」など、または「ま」とよむと「スペース、部屋（の「間」）、休止時間、休憩時間（音楽での）、時間、しばらく、余暇、運、タイミング、ハーモニー」 の意味などがあげられる。

## 西洋での使用
Alan Fletcherは 彼の2001年の著書『横向きの芸術 』で、「 空間 」を実体として例示することの重要性について論じている。 
Space is substance. Cézanne painted and modelled space. Giacometti sculpted by "taking the fat off space". Mallarmé conceived poems with absences as well as words. Ralph Richardson asserted that acting lay in pauses... Isaac Stern described music as "that little bit between each note - silences which give the form"... The Japanese have a word (ma) for this interval which gives shape to the whole. In the West we have neither word nor term. A serious omission.
 Derrick de KerckhoveはMaを「人と物の間の複雑な関係のネットワーク」と表現した